# Orectochilus ornaticollis
Orectochilus ornaticollis is een keversoort uit de familie van schrijvertjes (Gyrinidae). De wetenschappelijke naam van de soort is voor het eerst geldig gepubliceerd in 1866 door Dejean.